# Elgiva manchurica
Elgiva manchurica är en tvåvingeart som beskrevs av Rozkosny och Knutson 1991. Elgiva manchurica ingår i släktet Elgiva och familjen kärrflugor. Inga underarter finns listade i Catalogue of Life.